# Petruccio Ubaldini
Pour les articles homonymes, voir Ubaldini.
Petruccio Ubaldini, né vers 1524 à Florence et mort vers 1600, est un soldat mercenaire italien (toscan) pour Henri VIII (1545-1547) et durant la guerre d'Édouard VI (1549) calligraphe et enlumineur sur vélin, qui travaille en Angleterre sous le règne de la reine Élisabeth, et semble avoir bénéficié de la faveur de la Cour. Un de ses livres enluminés, qu'il  présente à Élisabeth, se trouve à la bibliothèque Bodleian, et Walpole donne une liste d'autres œuvres, auparavant dans la bibliothèque du roi et, pour la plupart, au British Museum. Il est également un auteur et se consacre à sa Description of Scotland and the Islands to Sir Christopher Hatton.

## Biographie
Petruccio Ubaldini naît vers 1524 à Florence,. Il descend d'une ancienne famille à laquelle on donne pour origine un Sicambre. Il est d'abord soldat. Il arrive en Angleterre en 1545, entre au service de la couronne et est employé sur le continent à un titre qui le ramene en Italie. Il revient en Angleterre sous le règne d'Édouard VI et sert dans la guerre d'Écosse sous James Croft, gouverneur de Haddington. Il se bat pour l'Angleterre contre les Écossais au siège de Haddington en 1548 pendant la guerre de Rough Wooing. Par coïncidence, il y a un autre Ubaldini; Migliorino, en Écosse, qui se bat pour l’autre camp.
En 1553 il se rend à Venise où il s'occupe de la traduction de Cébès, qu'il adresse au grand-duc Cosme Ier. Cet ouvrage n'est pas publié. Ce n'est que dix ans plus tard qu'il s'installe en Angleterre, où il trouve un patron en Henry Fitzalan, 12e comte d'Arundel, qui le présente à la cour. Il enseigne l'italien, transcrit et enlumine des manuscrits, fait des rimes et écrit ou traduit en italien des traités historiques et autres. En 1578-1539, bien qu'il reçoive une pension, il n'est sauvé de l'arrestation pour dette que grâce à l'intervention du conseil privé.
Ubaldini compile un récit (aujourd'hui  perdu) de la répulsion de l'invasion hispano-italienne du comté de Kerry en 1580 (voir Siège de Smerwick ). En 1588, il remet en italien le récit de la défaite de l'Armada espagnole rédigé pour Lord Howard d'Effingham, Commentario du success dell 'Armata Spagnola nal' assalir de l'Inghilterra l'anno 1588. Une traduction libre, comme A Discourse concerning the Spanish Fleet est faite par Augustine Ryther.

## Œuvres
- La Vita Di Carlo Magno Imperadore (Life of Charles V), John Wolf, (1581)[2].
- Descrittione del Regno di Scotia et delve Isole sue Adjacente (Description of Scotland and the Islands), Antwerp, (1588)[2].
- Coventry, Andrew, ed., Descrittione del Regno di Scotia et delve Isole sue Adjacente, Bannatyne Club (1829)
- Le vite delle donne illustri del regno d'Inghilterra e di Scozia, Lodres, 1591[2].